# Marcel Hofrath
Marcel Hofrath (* 21. März 1993 in Düsseldorf) ist ein deutscher Fußballspieler.

## Karriere
Hofrath begann das Fußballspielen beim TV Grafenberg und wechselte im Alter von neun Jahren zu Fortuna Düsseldorf. Bis 2012 wurde er in den Jugendabteilungen eingesetzt. Ab der Saison 2012/13 spielte er in der zweiten Mannschaft der Fortuna. Er kam jedoch nur unregelmäßig in der Regionalliga West zum Einsatz. Im Januar 2014 wechselte Hofrath zum abstiegsbedrohten Drittligisten Chemnitzer FC, bei dem er sofort Stammspieler auf der Position des Linksverteidigers wurde. In der folgenden Saison verlor er seinen Stammplatz und löste daraufhin seinen Vertrag im Januar 2015 wieder auf. Er wechselte zum Ligakonkurrenten SSV Jahn Regensburg. Sein Punktspieldebüt für die Regensburger gab er am 31. Januar 2015: Er stand im Spiel gegen Borussia Dortmund II in der Startelf und erzielte das Tor zum 3:0-Endstand.
Im August 2018 wurde bekannt, dass Hofrath zum SV Waldhof Mannheim in die Regionalliga Südwest wechselt. 2019 konnte Hofrath mit den Waldhöfern den Aufstieg in die 3. Liga feiern und kehrte damit in den Profifußball zurück. Am 10. Juli 2020 verlängerte Hofrath seinen Vertrag beim SV Waldhof Mannheim um ein weiteres Jahr, bis Juni 2021. Danach wurde der Vertrag nicht erneut verlängert.

## Erfolge
- Aufstieg in die 3. Liga 2016 mit SSV Jahn Regensburg
- Aufstieg in die 2. Fußball-Bundesliga 2017 mit SSV Jahn Regensburg
- Aufstieg in die 3. Liga 2019 mit SV Waldhof Mannheim